# Abdel Ali Slimani
 (juillet 2025).
Si vous disposez d'ouvrages ou d'articles de référence ou si vous connaissez des sites web de qualité traitant du thème abordé ici, merci de compléter l'article en donnant les références utiles à sa vérifiabilité et en les liant à la section « Notes et références ».
Abdel Ali Slimani (en arabe : عبد العلي سليماني), né à Alger, est un chanteur de raï algérien.

## Biographie
Jazz Times a décrit son album Mraya de 1996 comme « un début impressionnant » étant remarqué par d'autres[précision nécessaire] pour sa chanson Moi et Toi. Le raï de Slimani évite le contenu suggestif et le langage grossier et est, comme le dit Slimani, une « musique familiale » entendue à la radio en Algérie même dans les années 1990.